# Cała naprzód: Doktorku, jeszcze raz do dzieła!
Cała naprzód: Doktorku, jeszcze raz do dzieła! (ang. Carry On Again Doctor) – brytyjska komedia filmowa z 1969 roku w reżyserii Geralda Thomasa. Jest osiemnastym filmem zrealizowanym w cyklu Cała naprzód i zarazem trzecim obrazem z tej serii 
rozgrywającym się w środowisku medycznym, po Siostro do dzieła i Doktorze do dzieła. 

## Opis fabuły
Dr Nookey jest wyjątkowo niezdarnym, młodym lekarzem, który po serii wpadek ma do wyboru: pożegnać się z karierą lub zgodzić się na zesłanie na tropikalną wyspę, gdzie ma pracować w małym ośrodku zdrowia, finansowanym przez zamożną brytyjską wdowę. Gdy tam przybywa, miejsce okazuje się jeszcze gorsze niż przypuszczał. Popada w desperację i pijaństwo. Przypadkiem dowiaduje się, że Gladstone, potomek Europejczyków mieszkający na wyspie od urodzenia, otrzymał substancję pozwalającą na błyskawiczne zrzucenie wagi. Nookey postanawia wykorzystać ją do zbicia fortuny w Anglii.

## Obsada
- Jim Dale jako dr Nookey
- Kenneth Williams jako dr Carver
- Sid James jako Gladstone
- Charles Hawtrey jako dr Stoppidge
- Joan Sims jako Ellen Moore
- Barbara Windsor jako Goldie Locks
- Hattie Jacques jako Siostra Przełożona
- Patsy Rowlands jako Panna Fosdick

i inni

## Produkcja
Podobnie jak przy wszystkich filmach z serii Cała naprzód, większość zdjęć realizowano w Pinewood Studios pod Londynem. Zdjęcia trwały od 17 marca do 2 maja 1969 roku.